# Danske jernbaner
Danske jernbaner bestod i 2017 af 3.476 kilometer jernbanestrækning, hvoraf S-banen, metroen, Aarhus Letbane,
København-Padborg (ved grænsen til Tyskland), Kyst- og Øresundsbanen samt Esbjergbanen og Sønderborgbanen er elektrificerede. Den primære togart på skinner er passagertog, sekundært godstrafik til (og mellem) Sverige og Tyskland, hvor en stor andel af trafikken føres gennem Danmark.
Vedligehold og drift af de fleste danske jernbanestrækninger udføres af Banedanmark, der svarer til det svenske Trafikverket og det norske Jernbaneverket. Banedanmark er et statsejet selskab, som mod betaling i form af afgifter, tildeler plads (kanaler) på det statslige jernbanenet til togoperatørerne. Den primære operatør er Danske Statsbaner (DSB). En række jyske regionaltogsstrækninger trafikeres af Arriva. DB Schenker Rail er den primære godsoperatør, men også andre operatører står for en betydelig andel af såvel indenrigs- som transitgodstrafikken.
Danmark er medlem af Den Internationale jernbaneunion (UIC) med landekoden 86.

## Historie
Kongeriget Danmarks første jernbane var København-Roskilde som åbnede i 1847. Dette var landet Danmarks første jernbane, hvorimod helstatens eller monarkiets første jernbane var mellem Altona og Kiel i Hertugdømmet Holsten, der åbnedes i 1844 (Holsten var medlem af det Tyske Forbund, men blev regeret af den danske konge som holstensk hertug). Den første jernbane i det danske Hertugdømme Slesvig (Slesvig hørte som len under Kongeriget Danmark) var den Sydslesvigske Jernbane mellem Flensborg og Tønning, som åbnede i 1854.

### De store jernbanelove
Jernbanelovene fra 1894, 1908 og 1918 indeholdt hjemmel til anlæg og drift af de fleste danske privatbaner, men mange af projekterne blev aldrig gennemført, da en strækning vedtaget ved lov ikke var ensbetydende med, at staten havde besluttet at anlægge den. Det var en invitation til private, herunder også kommuner og amter, om at søge eneret til anlæg og drift af strækningen, med statstilskud til anlægsomkostningerne, typisk svarende til 50 %.
Lovene og de deri indeholdte projekters skæbne er derfor en god indikator for, hvordan "markedet" for privatbaner udviklede sig fra 1894, hvor næsten alle lovens projekter blev realiseret, over 1908, hvor stadig 2/3 af projekterne blev realiseret, til 1918, hvor kun 1/5 af projekterne blev realiseret. Loven fra 1924 skulle bringe Sønderjylland på niveau med resten af Danmark, men ingen af projekterne blev realiseret som privatbaner. De to mest nødvendige projekter blev i stedet anlagt som statsbane.
- Lov om anlæg og drift af private jernbaner af 8. maj 1894
- Lov om nye jernbaneanlæg m.v. af 27. maj 1908
- Lov om forskellige privatbaneanlæg af 20. marts 1918
- Lov om jernbaneanlæg i de sønderjyske landsdele m.v. 29. marts 1924

### Danske privatbaner
Den 20. marts 1918 blev der vedtaget en lov, ifølge hvilken regeringen ud over de i den store Jernbanelov af 27. maj 1908 vedtagne privatbaneanlæg yderligere kunde meddele eneretsbevilling til anlæg og drift af 32 helt nye privatbaner samt 10 baner, der skulle træde i stedet for tilsvarende baner i loven af 1908. Ved genforeningen i 1920 blev Danmarks privatbanenet forøget betydeligt med amtsbanerne på Als samt Aabenraa og Haderslev Amts jernbaner. I årene efter 1. verdenskrig tiltog automobilernes benyttelse i samfærdselens tjeneste med rivende fart, og den hermed følgende konkurrence navnlig fra rutebilernes side blev meget mærket i privatbanernes økonomi. Dette forhold i forbindelse med de dårlige tider for industri m.v. gjorde, at det spørgsmål trængte sig mere og mere i forgrunden, om det ville være økonomisk forsvarligt at fortsætte med anlæg af flere af de ved lovene vedtagne baneanlæg. Der blev derfor den 12. maj 1923 af ministeren for offentlige arbejder, Marius Slebsager, nedsat en kommission til undersøgelse af de herhen hørende forhold, idet der på dette tidspunkt af samtlige vedtagne privatbaner endnu manglede at anlægge 44 baner. Kommissionen afgav i juni 1926 en stor betænkning, hvori det blev foreslået, at kun tre af disse baneanlæg fremmedes, endda på visse betingelser, at tre anlæg ikke skulle fremmes for tiden, og at 34 anlæg slet ikke skulle fremmes.
De eksisterende danske privatbaner forsøgte i øvrigt at imødegå konkurrencen på forskellig måde, dels ved personaleindskrænkninger og nedsættelse af personalets løn, dels ved indførelse af hyppigere og hurtigere toggang, til dels ved motortogskørsel, dels ved fragtaftaler med de større forsendere og almindelige takst- og fragtnedsættelser, og endelig dels ved direkte samarbejde med bilerne, navnlig rutebilerne, således at disse kom til at fungere som føderuter til banerne. Et led i disse bestræbelser var det også, at den tilladelige, maksimale kørehastighed forsøgtes sat i vejret ved passende sikkerhedsforanstaltninger og eventuelt tillige ved sporforstærkninger med videre. Til trods for alle disse forholdsregler havde mange danske privatbaner dog svært ved at klare sig, og en del af dem gav i 1920'erne underskud, som måtte dækkes af de interesserede kommuner. I Sønderjylland måtte således Aabenraa Amts Jernbaner ophøre med at køre pr. 31. marts 1926.
Antallet af de af private selskaber drevne baner var pr. 1. april 1928 i alt 64 med en samlet længde af cirka 2.728,8 km. Det fast ansatte personales antal var 3.379.

## Jernbanenet
Banedanmark råder over 3.500 kilometer jernbanestrækning. Dertil kommer et antal jernbanestrækninger, som ejes af private selskaber. Det danske jernbanenet er normalsporet (1.435 mm), med undtagelse af enkelte museumsjernbaner, som anvender smalspor. Tidligere var meterspor (1.000 mm) almindeligt på mindre baner, mens en sporvidde på 700 mm var dominerende på industrijernbaner, som f.eks. på de baner, der var bygget til sukkerroetransport. De fleste smalsporede baner blev nedlagt i mellem 1950 og 1969.
Dobbeltsporet er strækningerne mellem København og Tinglev, Esbjerg og Aalborg (helt frem til Aalborg Vestby), Holbæk, Vordingborg, Helsingør, Københavns Lufthavn samt det meste af S-togsnet.
På hovedstrækningerne anvendes sveller af beton. På vigespor, sidespor og mindre strækninger er træsveller mere udbredt. Duobloksveller, der hidtil har været mest udbredte, udfases med tiden fordel for nye monobloksveller.
Sporenes alder og Banedanmarks vedligeholdelse af banenettet var især i 00'erne udfordret. I 2002 og 2003 gennemførte det daværende Banestyrelsen, der svarer til Banedanmark i dag, en undersøgelse, som kortlagde alderen på de sveller som anvendtes. Resultatet var, at alderen på sporene gennemsnitligt var 24 år, i stedet for de anbefalede 20 år. Politisk fokus og en målrettet indsats har dog de senere år fået vedligeholdelsen af banenettet tilbage på sporet.

### Hastighed
Den største tilladte hastighed på hovedstrækningerne er generelt mellem 160 og 200 km/t, og på regionalbanerne mellem 120 og 160 km/t. På strækninger med mindre trafik er hastigheden mellem 75 og 120 km/t. Indtil Storebæltsforbindelsens jernbanedel åbnede i 1997, var den maksimalt tilladte hastighed på hovedstrækningerne 140 km/t. Hastighedsgrænsen kan nedsættes på enkelte strækninger afhængig af sporenes tilstand. På den cirka 5,5 km lange strækning fra Peberholm til den dansk/svenske landegrænse (Lernacken) har den maksimalt tilladte hastighed siden 2000 som det eneste sted i Danmark været 200 km/t. Siden januar 2024 har den maksimalt tilladte hastighed også været 200 km/t på Ny bane mellem Vigerslev og Ringsted.
Den nye, dobbeltsporet strækning København og Ringsted over Køge med en længde på 60 kilometer er dimensioneret for 250 km/t og blev indviet den 31. maj 2019. På denne jernbanestrækning satte et udenlandsk testtog i november 2018 hastighedsrekord for tog i Danmark med 255,6 km/t, hvilket er den aktuelle rekord.
| Hastighedsrekorder | km/t  | Togtype                                      |
| ------------------ | ----- | -------------------------------------------- |
| 2018               | 255,6 | DB og Hector Rail Siemens Taurus-lokomotiver |
| 2016               | 235,8 | DB og Hector Rail Siemens Taurus-lokomotiver |
| 1998               | 208   | DSB IR4                                      |
| 1991               | 204,6 | DSB IC3-togsæt 5006                          |
| 1978               | 191   | DSB MZ IV                                    |
| 1935               | 162   | DSB Litra MS                                 |

### Rejsetid
Generelt er rejsetiden med tog konkurrencedygtig ift. bil, fjernbusser og fly, specielt mellem København og Odense og i nogen grad mellem København og hhv. Aarhus og Esbjerg. Mellem København og Aalborg er toget mindre konkurrencedygtigt på rejsetid.
Pr. 2023 er de korteste rejsetider med tog på de primære fjerntogsrelationer følgende:
| Korteste rejsetider | Tid  | Note   | Bemærkninger                                      |
| ------------------- | ---- | ------ | ------------------------------------------------- |
| København–Odense    | 1:11 | [ 14 ] | InterCityLyn                                      |
| København–Aarhus    | 2:46 | [ 14 ] | InterCityLyn                                      |
| København–Esbjerg   | 2:36 | [ 14 ] | Med skift fra InterCityLyn til InterCity i Odense |
| København–Aalborg   | 4:10 | [ 14 ] | InterCityLyn                                      |

### Elektrificering
Flere lokaltogsstrækninger omkring København blev elektrificeret i 1934 ved indførelse af S-banen, men ellers var Danmark sent ude med elektrificering. Den politiske beslutning om at elektrificere hovedbanerne blev først taget i 1979. København-Helsingør blev elektrificeret i 1986, efterfulgt af hovedbanen over Sjælland, Fyn og Sønderjylland i 1980'erne og 1990'erne. Først efter Storebæltsforbindelsens åbning i 1997 kørte der elektriske tog vest for Storebælt. I Jylland er ingen linjer nord for Fredericia elektrificeret heller ikke hovedlinjen Fredericia-Århus-Aalborg. Københavns S-tog bruger 1500 V jævnstrøm. Fjernbanen benytter 25 kV vekselstrøm ved 50 Hz, begge dele fra køreledning over toget. Strækningen Ringsted-Rødbyhavn er under elektrificering. På Tysklands og Sveriges jernbanenet anvendes dog 15 kV ved 16 2/3 Hz, men lokomotiverne som bruges på disse strækninger er udrustet til at håndtere begge spændinger (25 og 15 kV). Disse godslokomotiver er bl.a. af typen litra EG.
Københavns metro (2002) og Aarhus Letbane (2017) bruger 750 V jævnstrøm, førstnævnte fra en sideliggende strømskinne, sidstnævnte fra overliggende køreledning.
Danmark fortsatte med at satse på dieseltog til trods for begyndende elektrificering af hovedstrækningerne. DSB har anskaffet nye, tunge dieseltog kaldet IC4, som skal køre op til 200 km/t og reducere rejsetiderne. Togene, der har lagt navn til IC4-sagen, blev leveret med flere års forsinkelse fra producentens side, blandt andet fordi DSB stillede mange særegne krav, som var vanskelige at opfylde.[kilde mangler] I sammenhæng med problemerne med IC4 hævder mange debattører, at det er bedre at elektrificere flere hovedbaner og købe elektriske togenheder i stedet, siden det er mere veludviklede produkter hos producenterne. Det vil også være nødvendigt at tilpasse kravene, så de passer med andre lande. Frem for alt må tracéerne Fredericia-Ålborg og Kolding-Esbjerg elektrificeres, så elektriske passagertog kan køre mellem Jylland og København. I 2009 besluttede den danske regering at udskyde al elektrificering i flere år, indtil det nye signalsystem ERTMS er på plads. Der kræves nemlig en stor ombygning af nutidens signalsystem på strækninger som elektrificeres, og da venter man hellere til det nye signalsystem ERTMS indføres.
Den 29. maj 2015 annoncerede Banedanmark en kontrakt med Aarsleff-Siemens, som omfatter en 2,8 milliarder kroners elektrificering af 1300 km dansk jernbane. Arbejdet kommer til at foregå frem mod 2026. Den første ny-elektrificerede strækning blev Lunderskov-Esbjerg, som blev færdig i 2018.

### Sikkerhed og signaler
Hovedbanerne blev udstyret med ATC sikkerhedssystem i 1990'erne. Et forenklet og billigere system af ATC bruges på visse sidebaner. Et andet system, HKT, indførtes i 1975 og gjorde det muligt at få signalernes stilling om bord på toget. Dette system benyttes kun på S-banen. På nogle strækninger bruges forenklet HKT (F-HKT).
Folketinget har besluttet, at Banedanmark skal udskifte de eksisterende, ældre og uensartede signalsystemer med det moderne, fælles signalsystem for hele Europa, ERTMS. Udskiftningen skal ske på hele det aktive banenet under Banedanmark med undtagelse af S-banerne. Systemet ERTMS niveau 2, som den danske jernbane skal udstyres med, baserer sig fuldstændig på signaler i førerrummet og er mere effektivt og fremtidssikret. Udbygningen er planlagt til at finde sted i perioden 2018-21. S-banen vil få installeret et moderne system tilpasset bybaner inden 2020 i form af et CBTC-system, som på sigt gør det muligt at indføre førerløse tog. S-togene udgør et selvstændigt system afgrænset fra de øvrige jernbaner i København.
Det følgende kort viser hvornår ERTMS bliver implementeret.
     Taget i brug
     Ultimo 2024
     Medio 2025
     Ultimo 2025
     Primo 2026
     Ultimo 2027
     Ultimo 2028
     Ultimo 2029
     Ultimo 2029
     Medio 2030
     Afventer

## Indenrigstrafik
København er centrum for togtrafikken i Danmark (byen har jo en tredjedel af landets befolkning). Det går fjerntog fra København til alle dele af landet (fraset øer uden jernbaneforbindelse), medregnet tog som kører via Storebæltsbroen til Fyn og Jylland.
Det findes også regionaltog som kører til forskellige dele af landet, blandt andet regnes Øresundstogene som regionaltog i Danmark. I Region Hovedstaden findes desuden et stort bybanenetværk- S-tog. De kører på separate spor med blandt andet eget teknisk system for strømforsyning. På grund af pladsmangel på Københavns hovedbanegård har de fleste tog ikke endestation der, men i stedet på Kastrup, Østerport eller Helsingør station.

## Jernbaneforbindelser til nabolande
Danmark har jernbaneforbindelser til følgende lande:
- Samme sporvidde (1.435 mm)
  -  Sverige
  -  Tyskland

Fjerntog kører fra København til Stockholm via Øresundsbanen over Øresundbroen. Disse tog drives af SJ og er af typen X 2000. Siden Øresundsforbindelsens åbning i 2000 og frem til 2009 var det Øresundstog tilhørende DSB som stod for passagertrafikken over Øresund. Disse hyppige tog kørte fra København og Helsingør til blandt andet Malmö, Helsingborg, Göteborg, Kalmar og Karlskrona. Den 11. januar 2009 tog imidlertid togoperatøren DSBFirst over driften af jernbanen i regionen. DSBFirst er et dansk-skotsk jernbaneselskab med hovedsæde i Malmö, og som er resultat af et partnerskab mellem DSB og First Group. Dermed drives Øresundsbanen af en operatør med større international erfaring, hvilket sikrer bedre håndtering af trafikken mellem Sverige og Danmark. Enkelte strækninger med Øresundstog betjenes fortsat af SJ eller DSB. DSB kører f.eks. fortsatt forbindelsestog til Bornholmsfærgen i Ystad, og for denne trafikken bruges togtypen X31 (Øresundstog).
Til Tyskland gik det indtil den 14. december 2019 blandt andet med Fugleflugtslinjen (tysk: Vogelfluglinie). Denne jernbane forbindelse, ved brug af jernbanefærge fra Rødby (Danmark) til Puttgarden på øen Fehmarn (Tyskland) blev indstillet denne dag. Man kan stadigvæk køre med tog til Rødby, gå til fods på færgen og derefter tage et andet tog på i Puttgarden. Toget kører så til Lübeck,nogen tog fortsætter om weekenden til Hamburg. En anden tracé er via Storebæltsbroen, Odense, Kolding og Padborg. Tog, som kører via denne forbindelse, inkluderer det tidligere EC-tog via Fugleflugtslinien til Hamborg og IC/EC tog Aarhus - Hamborg. Der kører også IC tog København - Flensborg. Den tredje forbindelse til Tyskland går fra Tønder til Niebüll. Her er det Arriva (sammen med neg) der trafikerer med regionaltog af typen LINT mellem Esbjerg og Niebüll. Nogen af togene kommer også længere nordfra fra andre Arriva strækninger.

## Jernbaneselskaber

### Eksisterende selskaber
Jernbanevirksomheder der driver trafik / jernbaneinfrastruktur i Danmark
- GoCollective (tidl. Arriva Tog)
- Banedanmark (Banestyrelsen 01.01.1997 – 29.02.2004)
- CFL cargo Danmark
- DSB
- Lokaltog
- Metro Service A/S
- MJBA – Midtjyske Jernbaner
- NJ – Nordjyske Jernbaner
- SJ (tidligere kaldet Statens Järnvägar)
- DB Cargo

### Nedlagte selskaber – privatbaner
">" viser det evt. afløsende selskab. Hvis dette er skrevet med fed eksisterer det stadig.
- AaAJ – Aabenraa Amts Jernbaner
- AB – Amagerbanen
- ABA – Amtsbanerne på Als
- AGJ – Almindingen-Gudhjem Jernbane >DBJ
- AHB – Aalborg-Hvalpsund Jernbane >APB
- AHJ – Aalborg-Hadsund Jernbane >APB
- AHTJ – Aarhus-Hammel-Thorsø Jernbane
- ANSJ – Aars-Nibe-Svenstrup Jernbane >APB
- APB – Aalborg Privatbaner
- A.Kr.B – Alsener Kreisbahnen > ABA
- BJ – Bornholms Jernbane >DBJ
- DBJ – De Bornholmske Jernbaner
- ETJ – Ebeltoft-Trustrup Jernbane
- FFJ – Fjerritslev-Frederikshavn Jernbane >APB
- FHJ – Frederiksværk-Hundested Jernbane >HFHJ
- FJ – Faxe Jernbane
- FNFJ – Fjerritslev-Nørre Sundby-Frederikshavn Jernbane >FFJ
- FSJ – Frederikshavn-Skagen Jernbane >SB
- GDS – Gribskovbanens Driftsselskab >HL
- GJ – Gjedser Jernbane >DSB
- HA – Hjørring-Aalbæk >HB
- HAB – Haderslev Amtsbaner >HAJ
- HAJ – Haderslev Amts Jernbaner
- HAJ – Hammel-Aarhus Jernbane >AHTJ
- HB – Hirtshalsbanen >HP
- HBJ – Horsens-Bryrup Jernbane >HBS
- HBS – Horsens-Bryrup-Silkeborg Jernbane
- HFJ – Hillerød-Frederiksværk Jernbane >HFHJ
- HFHJ – Hillerød-Frederiksværk-Hundested Jernbane >HL
- HJJ – Horsens-Juelsminde Jernbane
- HH – Hjørring-Hørby >HP
- HHB – Helsingør-Hornbæk Banen >HHGB
- HHGB – Helsingør-Hornbæk-Gilleleje Banen >HL
- HHJ – Hads-Ning Herreders Jernbane ("Odderbanen"
- HK – Haderslebener Kreisbahnen >HAJ
- HLA – Hjørring-Løkken-Aabybro >HP
- HOJ – Horsens-Odder Jernbane
- HP – Hjørring Privatbaner >NJ
- HTB – Horsens-Tørring Banen >HV
- HTJ – Høng-Tølløse Jernbane >VL
- HV – Horsens Vestbaner
- HVJ – Hørve-Værslev Jernbane
- JFJ – Jysk-Fyenske Jernbaner >DSB
- KA – Kleinbahnen des Kreises Apenrade >AaAJ
- KB – Kalvehavebanen
- KEJ – Kolding-Egtved Jernbane
- KHB – Kagerup-Helsinge Banen >GDS
- KRB – Køge-Ringsted Banen
- KS – Kolding Sydbaner
- KSB – København-Slangerup Banen >DSB
- LB – Langelandsbanen
- LFJ – Lolland-Falsterske Jernbane >LJ
- LFJS – Lolland-Falsterske Jernbane Selskab >LJ
- LNJ – Lyngby-Nærum Jernbane >HL
- LTJ - Lemvig-Thyborøn Jernbane >VLTJ
- LVJ – Lyngby-Vedbæk Jernbane >LNJ
- MBJ – Maribo-Bandholm Jernbane >LJ
- MFVJ – Mariager-Faarup-Viborg Jernbane
- MTJ – Maribo-Torrig Jernbane
- NFJ – Nordfyenske Jernbane
- NFP – Nordjyllands Forenede Privatbaner >APB
- NKJ – Nakskov-Kragenæs Jernbane
- NPMB – Næstved-Præstø-Mern Banen
- NRJ – Nakskov-Rødby Jernbane
- NTJ – Nørre Nebel-Tarm Jernbane >VNTJ
- OHJ – Odsherreds Jernbane >VL
- OKDJ – Odense-Kerteminde-Dalby Jernbane >OKMJ
- OKMJ – Odense-Kerteminde-Martofte Jernbane
- OMB – Nordvestfyenske Jernbane
- ONFJ – Odense-Nørre Broby-Faaborg Jernbane >SFJ
- PNB – Præstø-Næstved Banen >NPMB
- PNJ – Præstø-Næstved Jernbane >NPMB
- RAJ – Rønne-Allinge Jernbane >DBJ
- RFB – Ringe-Faaborg Banen >SFJ
- RGB – Ryomgård-Gjerrild Banen >RGGJ
- RGGJ – Ryomgård-Gjerrild-Grenaa Jernbane
- RHJ – Randers-Hadsund Jernbane
- RKB – Rødkjærsbro-Kjellerup Jernbane >SKRJ
- RNB – Ringe-Nyborg Banen >SFJ
- R.No.J – Ringkøbing-Nørre Omme Jernbaneselskab >RØJ
- RNJ – Rønne-Nexø Jernbane >DBJ
- RØHJ – Ringkøbing-Ørnhøj-Holstebro Jernbane
- RØJ – Ringkøbig-Ørnhøj Jernbane >RØHJ
- SB – Skagensbanen >NJ
- SFB – Svendborg-Faaborg Banen >SFJ
- SFJ – Sydfyenske Jernbaner
- SHJ – Silkeborg-Herning Jernbane >DSB
- SJS – Sjællandske Jernbane Selskab >DSB
- SKRJ – Silkeborg-Kjellerup-Rødkjærsbro Jernbane
- SNB – Svendborg-Nyborg Banen >SFJ
- SNNB – Stubbekøbing-Nykøbing-Nysted Banen
- SVJ – Skive-Vestsalling Jernbane
- TFJ – Thisted-Fjerritslev Jernbane
- TKVJ – Troldhede-Kolding-Vejen Jernbane
- VaGJ – Varde-Grindsted Jernbane
- VGJ – Vejle-Give Jernbane >DSB
- VL – Vestsjællands Lokalbaner >Regionstog A/S
- VLJ – Vemb-Lemvig Jernbane >VLTJ
- VLTJ – Vemb-Lemvig-Thyborøn Jernbane >MJBA
- VNTJ – Varde-Nørre-Nebel Tarm Jernbane >VNJ
- VNJ – Vestbanen
- VVJ – Vejle-Vandel Jernbane >VVGJ
- VVGJ – Vejle-Vandel-Grindsted Jernbane
- VØ – Vodskov-Østervrå >HP
- ØJJ – Østjyske Jernbane >JFJ
- ØSJS – Østsjællandske Jernbaneselskab (Østbanen)>HL

### Nedlagte selskaber – private operatører
- Ikea Rail
- PBS – Privatbanen Sønderjylland
- Traxion

### Nedlagte selskaber - staten
- DSB S-tog >DSB
- DSB Øresund (2009-2015) > DSB

## Jernbanestrækninger (efter åbningstidspunkt)

### Eksisterende
- København-Roskilde (Vestbanen) 27. juni 1847
- Sydslesvigske Jernbane 25. oktober 1854 (i dag delt i strækninger Flensborg-Slesvig og Slesvig-Husum)
- Roskilde-Korsør (Vestbanen) 27. april 1856
- Aarhus-Randers 2. september 1862
- Langå-Viborg 21. juli 1863
- København (Nordbanegaarden)–Nørrebro–Hellerup–Klampenborg (Klampenborgbanen) 22. juli 1863
- Hellerup-Lyngby (Nordbanen) 1. oktober 1863
- Lyngby-Hillerød-Helsingør (Nordbanen) 9. juni 1864
- (Flensburg Weiche/Skovkro)-Padborg-Vojens 1. oktober 1864
- Stubberup-Faxe Ladeplads, kalkværksbane fra 1864, offentlig bane fra 11. september 1868
- Nyborg-Middelfart (Den fynske hovedbane) 8. september 1865
- Viborg-Skive 17. oktober 1864
- Skive-Struer 17. november 1865
- Struer-Holstebro 1. november 1866
- Fredericia-Vamdrup-Farris 1. november 1866
- Vojens-Farris 1. november 1866
- Fredericia-Aarhus 4. oktober 1868
- Randers-Aalborg 19. september 1869
- Roskilde-Masnedsund 4. oktober 1870
- Skanderborg-Silkeborg 2. maj 1871
- Nørresundby-Frederikshavn 16. august 1871
- Orehoved-Nykøbing Falster (Falsterbanen) 22. august 1872
- Guldborgsund-Maribo-Nakskov (Lollandsbanen) 1. juli 1874
- Lunderskov-Esbjerg-Varde 3. oktober 1874
- Roskilde-Kalundborg (Nordvestbanen) 30. december 1874
- Holstebro-Ringkøbing 31. marts 1875
- Bramming-Ribe 1. maj 1875
- Ringkøbing-Varde 8. august 1875
- Nykøbing Falster-Nagelsti via den gamle jernbanebro over Guldborgsund 1. oktober 1875
- Odense-Svendborg (Svendborgbanen) 12. juli 1876
- Ryomgård-Grenaa 26. august 1876
- Silkeborg-Herning 28. august 1877
- Aarhus-Ryomgård 1. december 1877
- Aalborg-Nørresundby via Jernbanebroen over Limfjorden 8. januar 1879
- Frederiksberg-Frederikssund (Frederikssundbanen) 15. juni 1879
- Køge-Stubberup (Faxe) 1. juli 1879
- Hårlev-Store Heddinge-Rødvig 1. juli 1879
- Vemb-Lemvig 20. juli 1879
- Hillerød-Græsted 20. januar 1880
- Herning-Skjern 1. oktober 1881
- Struer-Oddesund Syd 20. april 1882
- Oddesund Nord-Thisted 20. april 1882
- Masnedsund-Masnedø (Storstrømmen) via den gamle Masnedsundbro 15. januar 1884
- Aarhus-Odder 19. juni 1884
- Hviding (Vedsted)-Tønder-(Heide) 15. november 1887
- Ribe-Vedsted (Hviding) 15. november 1887
- Frederikshavn-Skagen (Skagensbanen) 25. juli 1890
- Helsingør-Helsingborg (jernbanefærgerute) 10. marts 1892
- Vejle-Give 2. august 1894
- Græsted-Gilleleje 14. maj 1896
- Skævinge-Frederiksværk 31. maj 1897
- Kagerup-Helsinge 16. juni 1897
- København (Østbanegaarden)–Hellerup 2. august 1897
- Klampenborg–Snekkersten (Kystbanen) 2. august 1897
- Slagelse-Høng 1. maj 1898
- Holbæk-Nykøbing Sjælland 18. maj 1899
- Lemvig-Harboør 22. juli 1899
- Harboør-Thyborøn 1. november 1899
- Fæstningskanalen (Lyngby)-Nærum (ny station) (Nærumbanen) 25. august 1900
- Tinglev-Sønderborg (Sønderborgbanen) 15. juli 1901
- Høng-Tølløse 22. december 1901
- Varde-Nørre Nebel 15. marts 1903
- Holstebro-Herning 12. oktober 1904
- Helsingør-Hornbæk 22. maj 1906
- Valby-Vanløse (Vestbanen) 1. december 1911
- Give-Herning 1. januar 1914
- København L (Lygten)-Farum 20. april 1906
- Hornbæk-Gilleleje 11. juli 1916
- Frederiksværk-Hundested (Frederiksværkbanen) 22. december 1916
- København H-Østerport (Boulevardbanen) 1. december 1917
- Ringsted-Næstved (Sjællandske Midtbane) 1. juni 1924
- Helsinge-Tisvildeleje (Gribskovbanen) 18. juli 1924
- Hjørring-Hirtshals (Hirtshalsbanen) 19. december 1925
- Middelfart-Fredericia via den gamle Lillebæltsbro 14. maj 1935
- Jægersborg Station-Fæstningskanalen (Lyngby) (Nærumbanen) 15. maj 1936
- Masnedø-Orehoved via Storstrømsbroen 26. september 1937
- Oddesund Syd-Oddesund Nord via Oddesundbroen 15. maj 1938
- Hillerød-Gørløse-Skævinge 14. maj 1950
- Nykøbing Falster-Rødby Færge (Sydbanen) 14. maj 1963
- København-Vallensbæk (Køge Bugt-banen) 1. oktober 1972
- Vallensbæk-Hundige (Køge Bugt-banen) 26. september 1976
- Hundige-Solrød Strand (Køge Bugt-banen) 30. september 1979
- Solrød Strand-Køge (Køge Bugt-banen) 25. september 1983
- Korsør-Nyborg via Storebæltsforbindelsen 1. juni 1997
- Snoghøj-Taulov 1993
- København-Københavns Lufthavn Kastrup (Øresundsbanen) 28. september 1998
- Københavns Lufthavn Kastrup-Rigsgrænsen-(Malmø)/Øresundsbroen (Øresundsbanen) 1. juli 2000

- Vigerslev-Køge Nord-Ringsted 31. maj 2019
- Lindholm-Aalborg Lufthavn 13. december 2020

### Nedlagte
- Vojens-Haderslev 2. maj 1866 – 26. maj 1974 (persontrafik officielt nedlagt 1978, godstrafik 1999; nu veterantogskørsel)
- Middelfart-Strib 1. november 1866 – 15. maj 1935
- Tønder-Tinglev 26. juni 1867 – 2002
- Rødekro-Aabenraa 12. september 1868 – 23. maj 1971 (godstrafik til begyndelsen af 1990'erne; nu skinnecykler mellem Aabenraa og Rise)
- Maribo-Bandholm 2. november 1869 – oktober 1952 (godstrafik til ?)
- Lillebæltsoverfarten (jernbanefærgerute) 19. marts 1872 – 15. maj 1935
- Maribo-Rødby 1. juli 1874 – 28. maj 1963
- Randers-Ryomgård 26. august 1876 – 2. maj 1971 (godstrafik til Pindstrup til 1993)
- Vigerslev-Frederiksberg-København 1879 – 1. december 1911
- Ringe-Faaborg 1. april 1882 – 27. maj 1962 (godstrafik til Faaborg til 1987, til Korinth nogle år længere)
- Odense-Bogense 30. juni 1882 – 1. april 1966
- Nyborg-Knudshoved (Slipshavn) 1. april 1883 – 2001
- Oddesund Syd-Oddesund Nord (jernbanefærgerute) 23. juni 1883 – 15. juni 1938
- Randers-Hadsund 10. oktober 1883 – 31. marts 1969
- Korsør-Halskov 1. november 1883 – 199?
- Storebæltsoverfarten (jernbanefærgerute) 1. december 1883 – 31. maj 1997
- Masnedø-Orehoved (jernbanefærgerute) 15. januar 1884 – 26. september 1937
- Tommerup-Assens 31. maj 1884 – 21. maj 1966, (godstrafik til 2005)
- Skive-Glyngøre 15. maj 1884 – 23. maj 1971 (godstrafik til 1. oktober 1977)
- Horsens-Juelsminde 25. maj 1884 – 30. september 1957
- Odder-Hov 19. juni 1884 – 21. maj 1977
- Nykøbing Falster-Gedser 1. juli 1886 – 12. december 2009
- Bredebro-Løgumkloster 21. september 1888 15. maj 1936
- Glyngøre-Nykøbing Mors (jernbanefærgerute) 1. oktober 1889 – 23. maj 1971 (godstrafik til 1. oktober 1977)
- Horsens-Tørring 1. december 1891 – 31. december 1957 (godstrafik til 31. marts 1962)
- Militærsporet i Næstved 15. maj 1892 – 1925
- Slagelse-Næstved 15. maj 1892 – 23. maj 1971 (godstrafik Slagelse-Sandved til 1986)
- Dalmose-Skælskør 15. maj 1892 – 7. oktober 1950 (godstrafik til 1975)
- Tønder-Højer Sluse 15. juni 1892 – 31. marts 1962 – fra 16. maj 1935 kun godstrafik, fra 1953 kun vognladningsgods
- Hobro-Løgstør 15. juni 1893 – 22. maj 1966 (godstrafik Aalestrup-Løgstør til 1999)
- Viborg-Aalestrup 15. september 1893 – 30. maj 1959 (godstrafik til 1999)
- Fjerritslev-Nørresundby 19. marts 1897 – 31. marts 1969
- Hillerød-Harløse-Skævinge 31. maj 1897 - 14. maj 1950
- Svendborg-Nyborg 1. juni 1897 – 30. maj 1964
- Ringe-Nyborg 1. september 1897 – 27. maj 1962
- Vejle-Vandel 10. september 1897 – 31. marts 1957
- Vordingborg-Kalvehave 1. oktober 1897 – 31. marts 1959
- Sønderborg By-Skovby 6. februar 1898 – 28. februar 1933 (tracéet Sønderborg By-Lille Mommark delvis genbrugt i Mommarkbanen 15. juni 1933 – 27. maj 1962)
- Lille Mommark-Mommark Færgegård 6. februar 1898 – 28. februar 1933 (tracéet genbrugt i Mommarkbanen 15. juni 1933 – 27. maj 1962)
- Sønderborg Havnebane 6. februar 1898 – 28. februar 1933
- Vollerup-Guderup 6. februar 1898 – 28. februar 1933
- Høng-Værslev 1. maj 1898 – 23. maj 1971 (godstrafik Høng-Gørlev til 1994)
- Kolding-Egtved – 4. maj 1898 – 31. maj 1930
- Guderup-Nordborg 2. juli 1898 – 28. februar 1933
- Aabenraa-Gråsten 14. februar 1899 – 31. marts 1926
- Haderslev-Christiansfeld 4. marts 1899 – 25. juni 1932
- Vojens-Gram-Rødding 5. marts 1899 – 30. november 1938
- Lund-Bryrup 23. april 1899 – 30. marts 1968
- Aars-Nibe-Svenstrup 16. juli 1899 – 31. marts 1969
- Nørresundby-Sæby 18. juli 1899 - 31. marts 1968
- Sæby-Frederikshavn 18. juli 1899 – 27. maj 1962
- Haderslev-Ustrup 4. august 1899 – 23. juni 1939
- Ustrup-Vojens 4. august 1899 – 30. november 1938
- Præstø-Næstved 20. marts 1900 – 31. marts 1961
- Odense-Kerteminde-Dalby 5. april 1900 – 31. marts 1966
- Nærum (gamle station)-Vedbæk (Nærumbanen) 25. august 1900 – 1. marts 1921 (godstrafik til foråret 1923)
- Lyngby Station-Fæstningskanalen (Lyngby) (Nærumbanen) 25. august 1900 – 15. maj 1936
- Nærum (ny station)-Nærum (gamle station) (Nærumbanen) 25. august 1900 – 3. oktober 1954
- Jernbanebroen over Limfjorden-Nørresundby Havnestation ("Krøllen") 5. september 1900 - 31. marts 1968
- Aalborg-Hadsund 2. december 1900 – 1. april 1969
- Rønne-Neksø 13. december 1900 – 28. september 1968
- Ebeltoft-Trustrup 27. marts 1901 – 31. marts 1968
- Aabenraa-Hovslund-Løgumkloster 8. maj 1901 – 31. marts 1926 (tracéet Hellevad-Bedsted Løgum og Asset-Starup genbrugt i Klosterbanen 3. oktober 1927 – 15. maj 1936)
- Åkirkeby-Almindingen 31. maj 1901 – 18. august 1952
- Padborg-Tørsbøl 15. juli 1901 – 21. maj 1932
- Hammel-Aarhus 25. april 1902 – 31. marts 1956
- Sorø-Vedde 1. februar 1903 – 30. juni 1933 (godstrafik til 8. oktober 1950)
- Haderslev-Årøsund 28. maj 1903 – 15. februar 1938
- Ustrup-Over Jerstal-Toftlund 2. april 1904 – 24. juni 1939
- Horsens-Odder 14. maj 1904 – 31. marts 1967
- Thisted-Fjerritslev 19. november 1904 – 1. april 1969
- Hadsund Nord-Hadsund Syd 19. december 1904 – 31. marts 1969
- Haderslev-Sommersted-Skodborg 1. juli 1905 – 1. februar 1933
- Farum-Slangerup 20. april 1906 – 22. maj 1954
- Herning-Viborg 26. maj 1906 – 23. maj 1971 (godstrafik til 28. maj 1972, Herning-Karup til 22. maj 1977)
- Fruens Bøge-Nørre Broby-Faaborg 3. oktober 1906 – 22. maj 1954
- Amagerbro-Dragør 17. juli 1907 – 9. september 1947
- Silkeborg-Laurbjerg 12. november 1908 – 23. maj 1971 (godstrafik Thorsø-Laurbjerg til 25. september 1971)
- Aars-Hvalpsund 2. juli 1910 – 31. marts 1969
- Vester Sottrup-Skelde 15. august 1910 – 30. juni 1932
- Gram-Arnum 13. september 1910 – 21. maj 1937
- Toftlund-Arnum 15. september 1910 – 21. maj 1937
- Nagelsti-Nysted 15. december 1910 – 27. maj 1961 (godstrafik til 31. marts 1966)
- Arnum-Skærbæk 1. april 1911 – 21. maj 1937
- Stubbekøbing-Nykøbing Falster 26. maj 1911 – 31. marts 1966
- Rudkøbing-Bagenkop 5. oktober 1911 – 29. september 1962
- Skrøbelev-Spodsbjerg 5. oktober 1911 – 29. september 1962
- Ringkøbing-Ørnhøj 15. november 1911 – 31. marts 1961
- Kolding-Hejlsminde 29. november 1911 – 30. september 1948
- Kolding-Vamdrup 29. november 1911 – 30. september 1948
- Brenderup-Bogense 5. december 1911 – 31. marts 1966
- Odense-Brenderup-Middelfart 5. december 1911 – 31. marts 1966
- Ryomgård-Gjerrild 5. december 1911 – 30. juni 1956
- Rødkærsbro-Kjellerup 23. juli 1912 – 31. marts 1968
- Rødby-Rødbyhavn 27. juli 1912 – 28. maj 1963
- Rønne-Allinge-Sandvig 6. maj 1913 -15. september 1953
- Hjørring-Løkken-Aabybro 5. juli 1913 – 28. september 1963
- Nørre Nebel-Tarm 4. november 1913 – 1. september 1940
- Hjørring-Hørby 8. november 1913 – 15. marts 1953
- Præstø-Mern 16. november 1913 – 31. marts 1961
- Dalby-Martofte 26. februar 1914 – 31. marts 1966
- Vandel-Grindsted 21. maj 1914 – 31. marts 1957
- Hammel-Thorsø 12. juli 1914 – 31. marts 1956
- Ørsø-Asaa 11. november 1914 – 31. marts 1968
- Nakskov-Kragenæs 5. marts 1915 – 31. marts 1967
- Almindingen-Gudhjem 27. juni 1916 – 18. august 1952
- Svendborg-Faaborg 25. november 1916 – 22. maj 1954
- Bramming-Grindsted 1. december 1916 – 23. maj 1971 (godstrafik til 3. juni 2012)
- Gjerrild-Grenaa 27. juni 1917 – 30. juni 1956
- Køge-Ringsted 4. august 1917 – 31. marts 1963
- Troldhede-Grindsted-Kolding 25. august 1917 – 31. marts 1968
- Vejen-Gesten 25. august 1917 – 1. april 1951
- Grindsted-Brande 1. december 1917 – 23. maj 1971 (godstrafik Grindsted-Filskov til 1977)
- Varde-Grindsted 13. april 1919 - 31. marts 1972
- Hørve-Værslev 6. maj 1919 – 31. december 1956
- Brande-Funder 1. oktober 1920 – 23. maj 1971 (godstrafik Brande-Hjøllund til 1989)
- Skjern-Videbæk 15. november 1920 2. oktober 1955
- Fåborg-Mommark jernbanefærgerute 29. august 1922 – 27. maj 1967
- Mommark Færgegård-Mommark Færgehavn 6. februar 1923 – 28. februar 1933 (tracéet genbrugt i Mommarkbanen 15. juni 1933 – 27. maj 1962)
- Maribo Vest-Torrig 5. februar 1924 – 28. februar 1941
- Vodskov-Østervrå 21. maj 1924 – 31. marts 1950
- Kjellerup-Silkeborg 1. august 1924 – 31. marts 1968
- Skive-Vestsalling 11. december 1924 – 31. marts 1966
- Ringsted-Hvalsø 15. august 1925 – 15. maj 1936
- Ørnhøj-Holstebro 28. august 1925 – 31. marts 1961
- Nakskov-Rødby 30. marts 1926 – 31. december 1953
- Svendborg-Rudkøbing (jernbanefærgerute) 1926 – 29. september 1962
- Mariager-Fårup 1. juli 1927 – 31. marts 1966 (godstrafik til 1985; i 1990 kørte Mariager-Handest Veteranjernbane grus til bygning af motorvejsbro)
- Fårup-Viborg 1. juli 1927 – 29. maj 1965 (godstrafik til 31. marts 1966)
- Rødekro-Hellevad 3. oktober 1927 – 15. maj 1936
- Bedsted Løgum-Asset 3. oktober 1927 – 15. maj 1936
- Starup-Løgumkloster 3. oktober 1927 – 15. maj 1936
- Hvalsø-Frederikssund 17. november 1928 – 15. maj 1936
- Horsens-Lund (Bryrupbanen) 15. april 1929 – 30. marts 1968
- Bryrup-Silkeborg 10. maj 1929 – 30. marts 1968
- Tørring-Thyregod 16. maj 1929 – 31. december 1957 (godstrafik til 31. marts 1962)
- Rask Mølle-Ejstrupholm 16. maj 1929 – 31. december 1957 (godstrafik til 31. marts 1962)
- Sønderborg H-Sønderborg Havn via Kong Christian den X's Bro 7. oktober 1930 – 27. maj 1962
- Sønderborg Havn-Mommark Færgehavn 15. juni 1933 – 27. maj 1962 (tracé fra Amtsbanerne på Als delvis genbrugt)

## Skrinlagte jernbaneprojekter
Her oplistes - med lovens årstal - de jernbaneprojekter, der kom med i en lov, men ikke blev realiseret. Der har naturligvis været mange flere projekter, der bare aldrig kom med i lovene.

### Nordjylland
- Ålbæk-Tversted-Vellingshøj (1908)
- Østervrå-Frederikshavn (1918)
- Brønderslev-Blokhus (1918)
- Brønderslev-Ørsø (1921)
- Gandrup-Hals (1918)
- Hurup-Vestervig-Agger (1894)
- Sjørring-Vorupør (1918)
- Nors-Hanstholm (1917)
- Nykøbing Mors-Vilsund (1908)
- Erslev-Feggesund (1908)
- Nykøbing Mors-Næssund (1908, 1918)
- Frøslevvang-Øster Assels (1908, 1918)
- Sebbersund-Løgstør-Overlade (1918)
- Aalborg-Nørager (1918)
- Aars-Arden (1918)
- Arden-Øster Hurup (1918)
- Skelund-Als-Øster Hurup (1918)

### Vestjylland
- Lemvig-Struer (1918)
- Jebjerg-Sundsøre-Branden (1918)
- Sønder Omme-Ølgod-Lunde/Nørre Nebel (1918)
- Billum-Esbjerg (1894)
- Oksbøl-Esbjerg (1918)

### Østjylland
- Hobro-Ørum og Vejrumbro-Rødkærsbro (1918)
- Fra Mariager til et punkt Randers-Hadsund (1908)
- Randers-Viborg (1908 elektrisk)
- Randers-Mellerup (1908 elektrisk)
- Allingåbro-Ørsted-Holbæk-Udby (1908 elektrisk)
- Allingåbro-Ørsted-Vivild-Nørager til et punkt Ryomgård-Gjerrild (1908 elektrisk, 1918)[25]
- Silkeborg-Ans-Tange til et punkt Randers-Viborg elbane (1908 elektrisk)
- Aarhus-Randers (1908 elektrisk)
- Aarhus-Randers (1918 DSB)
- Ølstvad-Hornslet (1908 elektrisk)
- Torup-Hornslet (1908 elektrisk, 1918)
- Vejle-Uldum-Tørring (1918)
- Ørting-Gylling (1918)

### Sydjylland
- Esbjerg-Agerbæk (1918)
- Holsted Stationsby-Holsted (1908)[26]
- Holsted-Donslund (1918)
- Egtved-Bindeballe (1918)
- Ribe-Gelsbro (1908)

### Sønderjylland
- Fra et punkt Kolding-Taps over Christiansfeld og Fjelstrup til Haderslev (1924)
- Vejen-Skodborg-Rødding-Gram (1924)
- Gram-Arnum-Toftlund-Bedsted (1924)
- Vojens-Gram-Fole-Obbekær-Ribe (1924)

### Fyn og Langeland
- Otterup-Krogsbølle (1918)
- Næsby-Søndersø-Farstrup (1918)
- Fra Lohals til et punkt Rudkøbing-Spodsbjerg (1918)

### Sjælland
- Fra Gilleleje til et punkt Helsinge-Tisvildeleje (1908)
- Lundtoftebanen (1950)
- Holbæk-Vedde (1918)
- Fra Roskilde til et punkt Hvalsø-Frederiksssund (1908)
- Haslev-Orup-Faxe Ladeplads (1918)
- Tappernøje-Orup-Faxe-Tokkerup (1918)
- Næstved-Karrebæksminde (1894, 1908)[27]
- Fra Mern til et punkt Masnedsund-Kalvehave (1908)

### Lolland-Falster og Møn
- Rødby-Nysted (1918)[28]
- Stubbekøbing-Nørre Alslev-Guldborg (1918)
- Møns Klint-Hårbølle (1908, 1918)
- Neble-Koster Færgehavn (1918)

### Bornholm
- Nexø-Østermarie (1918)
- Gudhjem-Rø (1918)